# Ulcina olrikii
Ulcina olrikii és una espècie de peix pertanyent a la família dels agònids i la única del gènere Ulcina.

## Descripció
- Fa 8,6 cm de llargària màxima.
- Aleta caudal arrodonida.[5][6]

## Alimentació
Menja petits amfípodes, ostracodes i nemertins.

## Hàbitat
És un peix marí, demersal i de clima polar (83°N-51°N) que viu entre 7 i 520 m de fondària.

## Distribució geogràfica
Es troba a Alaska, el Canadà, Groenlàndia i Rússia.

## Costums
És bentònic.

## Observacions
És inofensiu per als humans.